# 노스웨스턴 대학교 법학대학원
노스웨스턴 대학교 로스쿨(Northwestern University School of Law 노스웨스턴 대학교 로스쿨[*])은 미국 노스웨스턴 대학교의 법학전문대학원(law school)이다. 1859년에 설립되었으며 3년 J.D.(법무박사), 1년 세부분야 LL.M.(법학석사]과 1년 일반 LL.M. 및 15주 속성 LL.M. 과정을 제공한다. 또한 켈로그 경영대학원과 함께 경영학과 법학 3년 복수 석사과정을 운영하고 있다. J.D. 입시과정에서 지원자의 직장경험을 높이 평가하는 것으로 유명하며 2008년에 2년의 속성 J.D. 과정을 개설하였다. 2024년 《U.S. 뉴스 & 월드 리포트》 미국 로스쿨 순위에서 전미 랭킹 9위를 차지할 정도로 미국의 최상위 명문 로스쿨이다.
J.D. 과정은 2024-2025년 입시기간 동안 약 240명 정원에 약 6,300명의 지원을 받았다. 2023년 가을에 입학한 J.D. 신입생들의 LSAT 점수 25th/75th 퍼센타일은 166/174, 중간값은 172이었고 학부 GPA 25th/75th 퍼센타일은 3.77/4.00, 중간값은 3.95였다. 신입생들의 13%가 외국인이었다.

## 출신 인물

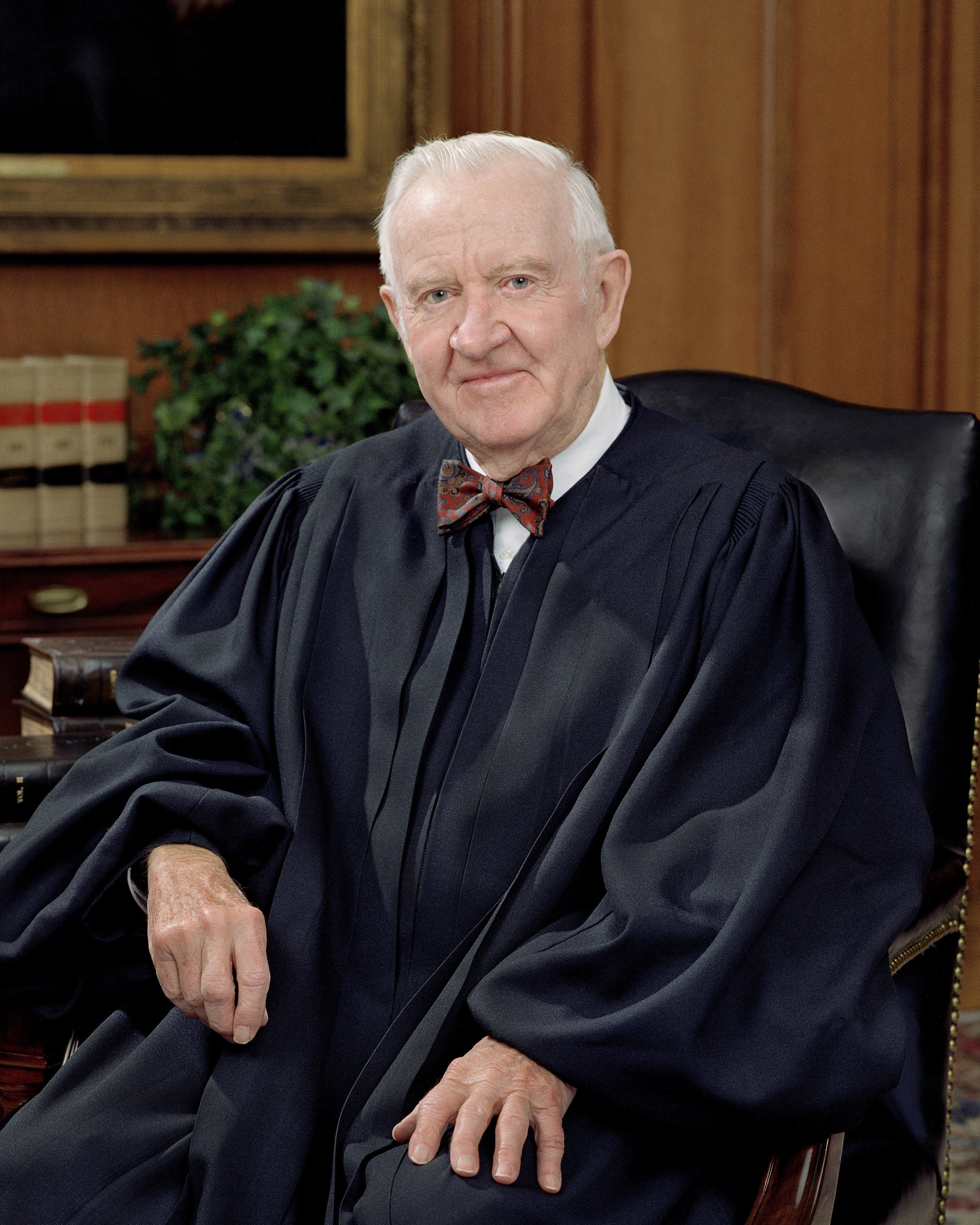
존 폴 스티븐스

- 윌리엄 제닝스 브라이언 미국 국무장관 1913-1915
- 애들레이 스티븐슨 미국 UN 대사 1961-1965
- 아더 골드버그 미국 UN 대사 1965-1968
- 존 폴 스티븐스 미국 연방 대법원 대법관 1976-2010
- 다니엘 워커 일리노이주 주지사 1973-1977
- 해럴드 워싱턴 시카고 시장 1983-1987
- 이소은 한국 유명 가수
- 이병하 한류엔터테인먼트 기업인

## 주요 간행물
- 노스웨스턴 대학교 로리뷰 (Northwestern University Law Review)
- 노스웨스턴 대학교 기술법과 지적재산법 저널 (Northwestern University Journal of Technology and Intellectual Property)

## 관련 문헌
- 미국 로스쿨 유학안내 , A.P.Seoul, 백산출판사, 2000.
- 미국 로스쿨 혼자서 가기(대화로 푸는 로스쿨 진학 안내서), 문봉섭, 서원, 2003.